# Омеляник
Омеляник (Омеляновка) — река в Луцке и Луцком районе Волынской области, левый приток Стыра.

## Характеристика
Исток реки Омеляник находится на восточной окраине села Антоновка Луцкого района Волынской области. Дальше, следуя на восток, река пересекает пригородное село Великий Омеляник Луцкого района, пересекает в Луцке улицы Владимирскую, Ковельскую, Чернишевского, Заречную и впадает в центре города (в районе улицы Шевченко) в реку Стыр.
Длина р. Омеляник — 12,6 км (в пределах Луцка — 3,5 км). Средний расход воды — 0,18 м³/с. Русло прямолинейное, местами искусственно спрямленное.
В 1980-е гг. в пределах города на реке был построен каскад из пяти прудов. Сейчас, в связи с потерей рыбохозяйственного значения они не эксплуатируются.
Проблема с качеством воды р. Омеляник, как и других малых луцких рек — Сапалаевки, Жидувки заключается в загрязнении мусором и хозяйственно-бытовыми сточными водами. Берега реки используются для проведения досуга.
Решением исполкома Луцкого горсовета от 24.05.2013 г. «О мероприятиях по предотвращению ухудшения качества поверхностных вод» для коммунального предприятия «Луцкводоканал» были установлены пункты ежеквартального локального мониторинга качества воды на р. Омеляник: № 1 — ул. Владимирская; № 2 — ул. Ковельская; № 3 — ул. Заречная.